# Kuno von Kameke
Kuno Paul Alexander Johann von Kameke, auch Cuno (* 7. März 1847 in Breslau; † 21. März 1913 in Loschwitz) war ein preußischer Generalmajor. Er war zuletzt Kommandant des Truppenübungsplatzes Hammerstein in Westpreußen und auch als Militärschriftsteller tätig.

## Leben
Kuno entstammte dem alten pommerschen Adelsgeschlecht Kameke. Er war der Sohn des preußischen Oberst und Regimentskommandeurs Paul von Kameke (1814–1864) und dessen erster Ehefrau Pauline, geborene Veit (1820–1848).
Kameke trat am 18. April 1865 aus dem Kadettenkorps kommend in das 4. Niederschlesische Infanterie-Regiment Nr. 51 der Preußischen Armee ein. Dort wurde er am 12. Juli 1866 zum Sekondeleutnant befördert und beteiligte sich im selben Jahr am Krieg gegen Österreich.
Als Oberst war Kameke vom 21. April 1898 bis 17. Januar 1901 Kommandeur des Grenadier-Regiments „Graf Kleist von Nollendorf“ (1. Westpreußisches) Nr. 6 in Posen. Anschließend zur Disposition gestellt und als Kommandant des Truppenübungsplatzes Hammerstein weiterverwendet, erhielt Kameke am 7. Juli 1901 den Charakter als Generalmajor. Am 18. Juni 1903 wurde er von seiner Stellung enthoben und in den Ruhestand verabschiedet.

## Familie
Kameke heiratete am 6. Januar 1873 in Frankfurt (Oder) Valeska von Görne (1849–1894), eine Tochter des preußischen Generalleutnants Hermann von Görne. Nach ihrem Tod heiratete er am 23. November 1895 in Mannheim Johanne Lang (* 1874). Aus den Ehen gingen folgende Kinder hervor:
- Hildegard (1873–1951) ⚭ 1894 Richard von Loeben (1867–1945)
- Elisabeth (* 1897)
- Konrad (* 1900)
- Johanna  (* 1901)

## Orden und Ehrenzeichen
- Roter Adlerorden III. Klasse mit Schleife[3]
- Kronenorden II. Klasse[3]
- Rettungsmedaille am Band[3]
- Ritterkreuz I. Klasse des Ordens vom Zähringer Löwen[3]
- Orden der Eisernen Krone II. Klasse[3]